# Liste der Länderspiele der grenadischen Futsalnationalmannschaft
Die nachfolgende Liste enthält alle Länderspiele der grenadischen Futsalnationalmannschaft der Männer, die der Fußballverband von Grenada, die Grenada Football Association (GFA), im Jahr 2003 gegründet hat. Futsal ist die einzige von der FIFA anerkannte Variante des Hallenfußballs. Bisher wurden drei Länderspiele ausgetragen.

## Länderspielübersicht
Legende
- Erg. = Ergebnis
- n. V. = nach Verlängerung
- i. S. = im Sechsmeterschießen
- abg. = Spielabbruch
- H = Heimspiel
- A = Auswärtsspiel
- * = Spiel auf neutralem Platz
- Hintergrundfarbe grün = Sieg
- Hintergrundfarbe gelb = Unentschieden
- Hintergrundfarbe rot = Niederlage

| Nr.                    | Datum      | Erg. | Gegner                   |   | Austragungsort                                               | Anlass                                     | Bemerkungen |
| ---------------------- | ---------- | ---- | ------------------------ | - | ------------------------------------------------------------ | ------------------------------------------ | --- |
| 1                      | 19.04.2004 | 2:6  | Niederländische Antillen | * | Saint Augustine (TRI), UWI Sport & Physical Education Centre | CONCACAF-Meisterschaft 2004- Qualifikation | Erstes Spiel auf neutralem Platz Erste Niederlage Erste Niederlage auf neutralem Platz Höchste Niederlage auf neutralem Platz Erstes Länderspiel gegen die Niederländischen Antillen |
| 2                      | 20.04.2004 | 6:3  | Puerto Rico              | * | Saint Augustine (TRI), UWI Sport & Physical Education Centre | CONCACAF-Meisterschaft 2004- Qualifikation | Erster Sieg Erster Sieg auf neutralem Platz Höchster Sieg Höchster Sieg auf neutralem Platz Erstes Länderspiel gegen Puerto Rico                                                     |
| 3                      | 21.04.2004 | 2:9  | Trinidad und Tobago      | A | Saint Augustine (TRI), UWI Sport & Physical Education Centre | CONCACAF-Meisterschaft 2004- Qualifikation | Erstes Auswärtsspiel Erste Auswärtsniederlage Höchste Niederlage Höchste Auswärtsniederlage Erstes Länderspiel gegen Trinidad und Tobago                                             |
| Stand: 27. August 2018 |            |      |                          |   |                                                              |                                            | |

## Statistik
In der Statistik werden nur die offiziellen Länderspiele berücksichtigt.
Legende
- Sp. = Spiele
- Sg. = Siege
- Uts. = Unentschieden
- Ndl. = Niederlagen
- Hintergrundfarbe grün = positive Bilanz
- Hintergrundfarbe gelb = ausgeglichene Bilanz
- Hintergrundfarbe rot = negative Bilanz

### Gegner
| Land                     | Kontinentalverband | Sp. | Sg. | Uts. | Ndl. | Torverhältnis |
| ------------------------ | ------------------ | --- | --- | ---- | ---- | ------------- |
| Niederländische Antillen | CONCACAF           | 1   | 0   | 0    | 1    | 2:6           |
| Puerto Rico              | CONCACAF           | 1   | 1   | 0    | 0    | 6:3           |
| Trinidad und Tobago      | CONCACAF           | 1   | 0   | 0    | 1    | 2:9           |
| Gesamt                   | Gesamt             | 3   | 1   | 0    | 2    | 10:18         |

### Kontinentalverbände
| Kontinentalverband                 | Sp. | Sg. | Uts. | Ndl. | Torverhältnis |
| ---------------------------------- | --- | --- | ---- | ---- | ------------- |
| AFC (Asien)                        | 0   | 0   | 0    | 0    | 0:0           |
| CAF (Afrika)                       | 0   | 0   | 0    | 0    | 0:0           |
| CONCACAF (Nord- und Mittelamerika) | 3   | 1   | 0    | 2    | 10:18         |
| CONMEBOL (Südamerika)              | 0   | 0   | 0    | 0    | 0:0           |
| OFC (Ozeanien)                     | 0   | 0   | 0    | 0    | 0:0           |
| UEFA (Europa)                      | 0   | 0   | 0    | 0    | 0:0           |
| Gesamt                             | 3   | 1   | 0    | 2    | 10:18         |

### Anlässe
| Anlass                                      | Sp. | Sg. | Uts. | Ndl. | Torverhältnis |
| ------------------------------------------- | --- | --- | ---- | ---- | ------------- |
| CONCACAF-Meisterschaft-Qualifikationsspiele | 3   | 1   | 0    | 2    | 10:18         |
| Freundschaftsspiele                         | 0   | 0   | 0    | 0    | 0:0           |
| Gesamt                                      | 3   | 1   | 0    | 2    | 10:18         |

### Spielarten
| Spielart                       | Sp. | Sg. | Uts. | Ndl. | Torverhältnis |
| ------------------------------ | --- | --- | ---- | ---- | ------------- |
| Heimspiele (H)                 | 0   | 0   | 0    | 0    | 0:0           |
| Spiele auf neutralem Platz (*) | 2   | 1   | 0    | 1    | 8:9           |
| Auswärtsspiele (A)             | 1   | 0   | 0    | 1    | 2:9           |
| Gesamt                         | 3   | 1   | 0    | 2    | 10:18         |

### Austragungsorte
| Austragungsort  | Land                | Sp. | Sg. | Uts. | Ndl. | Torverhältnis |
| --------------- | ------------------- | --- | --- | ---- | ---- | ------------- |
| Saint Augustine | Trinidad und Tobago | 3   | 1   | 0    | 2    | 10:18         |
| Gesamt          | Gesamt              | 3   | 1   | 0    | 2    | 10:18         |

### Spielergebnisse
|      | Gegentore | Gegentore | Gegentore | Gegentore | Gegentore | Gegentore | Gegentore | Gegentore | Gegentore | Gegentore |
| Tore | 0         | 1         | 2         | 3         | 4         | 5         | 6         | 7         | 8         | 9         |
| ---- | --------- | --------- | --------- | --------- | --------- | --------- | --------- | --------- | --------- | --------- |
| 0    | -         | -         | -         | -         | -         | -         | -         | -         | -         | -         |
| 1    | -         | -         | -         | -         | -         | -         | -         | -         | -         | -         |
| 2    | -         | -         | -         | -         | -         | -         | 1         | -         | -         | 1         |
| 3    | -         | -         | -         | -         | -         | -         | -         | -         | -         | -         |
| 4    | -         | -         | -         | -         | -         | -         | -         | -         | -         | -         |
| 5    | -         | -         | -         | -         | -         | -         | -         | -         | -         | -         |
| 6    | -         | -         | -         | 1         | -         | -         | -         | -         | -         | -         |